# Delta Leonis
A Delta Leonis (δ Leo, δ Leonis, Zosma) egy csillag az Oroszlán csillagképben.  A Zosma név „csípőszorító”-t jelent az ókori görög nyelvben, utalva ezzel a csillag helyzetére az Oroszlán csípőjén.

## Leírása
A Zosma közönséges fősorozatbeli csillag. A Napnál valamivel nagyobb és forróbb. Sokat tanulmányozott csillag, korát és méretét viszonylag pontosan ismerjük. A Napénál nagyobb tömege miatt élettartama rövidebb, mintegy 600 millió év múlva felfújódik és narancs- vagy vörös óriás lesz belőle, majd végül fehér törpévé alakul.

## Kísérői
A delta Leonisnak az elmúlt másfél évszázad alatt három kísérőjét mérték. Mindhárom viszonylag távoli, így valószínűleg csak optikai párok.
- A három közül a legfényesebb és legtávolabbi kísérőt Otto Struve mérte először, 1850-ben: látszó szögtávolsága (S) a főcsillagtól 180", pozíciószöge (PA) 346°, fényessége 8,6m; a pár betűjelzése AB. A kísérő száma a GSC-ben 1439 1307. A USNO nyilvántartásában 2007-ig 16 mérése van: az utolsó S=204" és PA=342°. A változás a főcsillag sajátmozgásából adódik, melynek következtében a pár szögtávolsága nő, pozíciószöge csökken. A 3 ívpercnél nagyobb szögtávolság következtében kis távcsövekkel is megfigyelhető.
- Burnham amerikai csillagász sok fényes csillag mellett keresett halvány társat: így fedezte fel a 12,1m-s kísérőt 1879-ben, PA 44° felé 95,4" távolságban; a pár jelzése AC. A kísérő száma a GSC-ben 1439 1396. 2007-ben S=96,7"-et és PA=30°-ot mértek.
- Andrew Daley speciális módszerrel nagyon nagy fényesség eltérésű csillagpárokat észlel.[6] Így talált rá 1999-ben az A és C között félúton a mindössze 13,3m fényességű D komponensre: S=46,6", PA=38°. Az AD párról azóta még egy mérés történt.[7]